# Mófellsbætur
Mófellsbætur är en kulle på Island. Den ligger i regionen Suðurland, 130 km öster om huvudstaden Reykjavík. Toppen på Mófellsbætur är 866 meter över havet, eller 59 meter över den omgivande terrängen. Bredden vid basen är 0,48 km.
Trakten runt Mófellsbætur är nära nog obefolkad, med mindre än två invånare per kvadratkilometer. Det finns inga samhällen i närheten. Trakten runt Mófellsbætur består i huvudsak av gräsmarker.